# لاندیویزیو
لاندیویزیو (به فرانسوی: Landivisiau) یک کمون در فرانسه است که در canton of Landivisiau واقع شده‌است.

## خصوصیات
لاندیویزیو ۱۸٫۹۸ کیلومترمربع مساحت و ۸٬۹۶۴ نفر جمعیت دارد.

## خواهرخوانده
شهر باد زوندن-الندورف خواهرخواندهٔ لاندیویزیو هست.